# جنزور
جنزور (به عربی: جنزور) یک منطقهٔ مسکونی در لیبی است که در طرابلس واقع شده‌است. جنزور ۸۸٬۰۷۳ نفر جمعیت دارد و ۲–۶۰-- متر بالاتر از سطح دریا واقع شده‌است.